# زيزية
الزيِزيات أو الزيز  أو زيز الحصاد أو الصرناخ أو السيكاديّة أو نطّاطات أوراق النبات أو فصيلة سيكاديدي أو فصيلة الزيزيات (الاسم العلمي: Cicadidae)، هي حشرة تعيش في كامل بلاد العالم لكن أكثر انتشارها يكون في الأماكن الجافة مثل الصحاري. ينقسم الزيز حسب دورة حياته إلى قسمين، زيز حولي (زيز يوم الكلب) ويعيش فترة بين السنتين إلى خمسة سنوات، والقسم الآخر هو السيكاد الدوري الذي يعيش فترة 13 إلى 17 سنة. تقضي السيكادا الدورية معظم حياتها كحوريات تحت الأرض، لا تظهر إلا بعد 13 أو 17 عامًا، و تظهر في نهاية المطاف بأعداد ضخمة تطغى على المنطقة بأكملها مما يجعل الحيوانات الأخرى تتغذى عليها و تشبعها.

## التسمية
تسمى حشرة الزّيز بهذا الاسم لأنها تصدر صوتا يشبه كلمة "زيز".

## صفاته
وهي حشرة ذات جسم ثقيل بالنسبة لحجمها، تمتلك أربعة أجنحة رفيعة تغطي الجزء الخلفي من جسدها، ولها لون داكن. يتراوح طولها بين السنتيمترين والخمسة سنتيمترات، ولها عينان صغيرتان ومتباعدتان. السيكادا الدورية لا تخلق الأوبئة المدمرة، كما تفعل بعض الجراد، على الرغم من أن عشرات أو مئات الآلاف من الحشرات قد تتجمع في فدان واحد. تستطيع الأسراب الكبيرة أن تطغى على الأشجار الصغيرة وتتلفها عن طريق إطعام البيض و وضعه عليها، كما أن أسلوب الحياة المدهش للحشرة كانَ مصدرًا للسحر منذ العصور القديمة. العديد من الثقافات، مثل الصينيين القدماء، تعتبر هذه الحشرات كرمز قوي للنهضة.

## صوت الزيز
الصوت الذي يصدره الزيز ينتج عن اهتزاز طبلتين عند الزيز الذكر وهي عبارة عن غشائين رقيقين من هيكلها الخارجي مع ضلوع ثخينة تشكلان غرفتيّ رنين جانبي أسفل البطن فعند تقليص العضلات الداخلية تنتج صوتا بالضغط ثم يسترخي ليعاود الكرّة , و يختلف الأمر عن باقي الحشرات التي تنتج الصوت عن طريق حفّ جزئين من جسمها ويغير الزيز من شكل صوته عبر تحريك بطنه اقتراباً أو ابتعادا عن الشجرة التي يقف عليها.

## اقرأ أيضا
- زيزان دورية